# ムムターズ
ムムターズ（Mumtaz、1947年7月31日 - ）は、インドのヒンディー語映画で活動した女優。ヒンディー語映画で最も優れた女優の一人に挙げられ、キャリアを通してフィルムフェア賞を2回受賞している。

## 生い立ち
ムムターズは、ハイデラバードでドライフルーツ売りとして働くアブドゥル・サリーム・アスカーリーとシャディ・ハビブ・アガーの娘として生まれた。父はマシュハドの出身で、生家はイマームの家系だった。また、ムムターズの姉マリカ・アスカーリーも女優として活動し、ダラ・シンの弟ランダワと結婚している。両親は彼女が生まれた1年後に離婚している。

## キャリア
1958年に『Sone Ki Chidiya』で映画デビューし、その後も子役として『Vallah Kya Baat Hai』『Stree』『Sehra』に出演した。成長後の1963年にO・P・ラルハンの『Gehra Daag』で主要キャストに起用され、続いて端役として出演した『Mujhe Jeene Do』は興行的な成功を収めた。その後はダラ・シンと共演した『Faulad』『Veer Bhimsen』『Tarzan Comes to Delhi』『Sikandar-E-Azam』『Rustom-E-Hind』『Raaka』『Daku Mangal Singh』ヒロイン役を務め主演を務めており、1作当たりの出演料はダラ・シンが45万ルピー、ムムターズが25万ルピーだったという。
『Ram Aur Shyam』『Aadmi Aur Insaan』ではフィルムフェア賞 助演女優賞にノミネートされ、ラージ・コースラーの『Do Raaste』でブレイクした。同作では4曲の歌曲シーンに出演し、出番の少ないヒロイン役だったものの人気を集め、ムムターズがキャリアの中で最も好きな映画の一つに挙げている作品である。1970年に出演した『Khilona』ではフィルムフェア賞 主演女優賞を受賞している。ラージェーシュ・カンナーと共演した『Do Raaste』『Bandhan』はそれぞれ6500万ルピー、2800万ルピーの興行収入を記録するヒット作となり、彼とは計10本の映画で共演するなど人気のコンビとなった。また、フェローズ・カーンとのコンビも人気を集め、『Mela』『Apradh』『Nagin』などのヒット作で共演したほか、ダルメンドラとも『Loafer』『Jheel Ke Us Paar』で共演している。1977年に出演した『Aaina』を最後に女優業を引退し、1990年にデーヴィド・ダワンの『Aandhiyan』で復帰したものの興行的に失敗したため、再度女優業から引退した。

## フィルモグラフィー
- Sone Ki Chidiya（1958年）
- Talaq（1958年）
- Stree（1961年）
- Vallah Kya Baat Hai（1962年）
- Main Shadi Karne Chala（1962年）
- Sehra（1963年）
- Rustam Sohrab（1963年）
- Mujhe Jeene Do（1963年）
- Gehra Daag（1963年）
- Faulad（1963年）
- Veer Bhimsen（1964年）
- Samson（1964年）
- Qawwali Ki Raat（1964年）
- Hercules（1964年）
- Baaghi（1964年）
- Aandhi Aur Toofan（1964年）
- Tarzan Comes to Delhi（1965年）
- Tarzan and King Kong（1965年）
- Son of Hatimtai（1965年）
- Sikandar-e-Azam（1965年）
- Rustom-E-Hind（1965年）
- Raaka（1965年）
- Mere Sanam（1965年）
- Khandan（1965年）
- Kaajal（1965年）
- Jadui Angoothi（1965年）
- Hum Diwane（1965年）
- Do Dil（1965年）
- Boxer（1965年）
- Bahu Beti（1965年）
- Pyas（1966年）
- Yeh Raat Phir Na Aayegi（1966年）
- Sawan Ki Ghata（1966年）
- Saaz Aur Awaaz（1966年）
- Rustom Kaun（1966年）
- Pyar Kiye Jaa（1966年）
- Pati Patni（1966年）
- Ladka Ladki（1966年）
- Jawan Mard（1966年）
- Daku Mangal Singh（1966年）
- Daadi Maa（1966年）
- Suraj（1966年）
- Woh Koi Aur Hoga（1967年）
- Ram Aur Shyam（1967年）
- Patthar Ke Sanam（1967年）
- Hamraaz（1967年）
- Do Dushman（1967年）
- C.I.D. 909（1967年）
- Chandan Ka Palna（1967年）
- Boond Jo Ban Gayee Moti（1967年）
- Baghdad Ki Raatein（1967年）
- Aag（1967年）
- Mere Hamdam Mere Dost（1968年）
- Jahan Mile Dharti Akash（1968年）
- Golden Eyes Secret Agent 077（1968年）
- Gauri（1968年）
- Brahmachari（1968年）
- Apna Ghar Apni Kahani（1968年）
- Shart（1969年）
- Mera Dost（1969年）
- Jigri Dost（1969年）
- Do Raaste（1969年）
- Bandhan（1969年）
- Apna Khoon Apna Dushman（1969年）
- Aadmi Aur Insaan（1969年）
- Sachaa Jhutha（1970年）
- Pardesi（1970年）
- Khilona（1970年）
- Humjoli（1970年）
- Himmat（1970年）
- Ek Nanhi Munni Ladki Thi（1970年）
- Bhai-Bhai（1970年）
- Maa Aur Mamta（1970年）
- Mela（1971年）
- Ladki Pasand Hai（1971年）
- Kathputli（1971年）
- Ek Nari Ek Brahmachari（1971年）
- Chahat（1971年）
- Upaasna（1971年）
- Tere Mere Sapne（1971年）
- Haré Rama Haré Krishna（1971年）
- Dushmun（1972年）
- Tangewala（1972年）
- Shararat（1972年）
- Pyaar Diwana（1972年）
- Gomti Ke Kinare（1972年）
- Dharkan（1972年）
- Apradh（1972年）
- Apna Desh（1972年）
- Roop Tera Mastana（1972年）
- Raja Rani（1973年）
- Pyaar Ka Rishta（1973年）
- Bandhe Haath（1973年）
- Loafer（1973年）
- Jheel Ke Us Paar（1973年）
- Chor Machaye Shor（1974年）
- Aap Ki Kasam（1974年）
- Roti（1974年）
- Aaina（1974年）
- Prem Kahani（1975年）
- Lafange（1975年）
- Aag Aur Toofan（1975年）
- Nagin（1976年）
- Aandhiyan（1990年）
- 1 a Minute（2010年）※ドキュメンタリードラマ

## 私生活
1974年に実業家のマユル・マドワーニーと結婚し、女優業を引退後はロンドンに移住した。彼との間に2人の娘をもうけ、長女ナターシャはフェローズ・カーンの息子ファルディーン・カーンと結婚しており、次女ターニャはホテル経営者の男性と結婚している。ムムターズは54歳の時に乳癌の診断を受け、その後の十数年間で化学療法による治療を6回、放射線治療を35回受けて乳癌を克服したという。
ムムターズはシャンミー・カプールから好意を寄せられ結婚寸前まで話が進んだものの、シャンミーの兄ラージ・カプールから結婚を反対されたことや、当時のカプール家では嫁入りした女性を映画界から遠ざける風潮が強かったことから、これを嫌ったムムターズは彼との結婚を断念したという。また、ジーテンドラからも好意を寄せられていたが、彼との結婚も実現しなかった。

## 評価

### 人物評
ムムターズはダラ・シンとの共演やアクション映画への出演が多かったことから「ダラ・シンのヒロイン」「スタント・ヒロイン」と呼ばれ、多くの主演俳優から共演を拒否されていた。その後、快活で自然派な演技で人気を獲得して業界内の批判を跳ね除け、ヒンディー語映画で最も商業的に成功した女優の一人として知られるようになった。また、ヒンディー語映画史上最も人気のある女優の一人にも挙げられ、彼女の特徴だった「透明感のある肌」「布で着飾ったサリー姿」は現在でもファッション界で大きな影響力を持っている。
1960年代から1970年代にかけて最も出演料が高額な女優の一人だった彼女は、1969年から1974年にかけて『Box Office India』の「トップ女優」の一人に選出され、このうち第1位に3回（1969年-1971年）選出されている。同時期にはセックスシンボルとしても知られ、『ザ・タイムズ・オブ・インディア』の「美しい顔ベスト50」に選出されている。2022年には『アウトルック・インディア』の「ボリウッド女優ベスト75」の一人に選出された。

### 受賞歴
| 年                               | 部門                           | 作品                 | 結果             | 出典             |
| フィルムフェア賞                 | フィルムフェア賞               | フィルムフェア賞     | フィルムフェア賞 | フィルムフェア賞 |
| -------------------------------- | ------------------------------ | -------------------- | ---------------- | ---------------- |
| 1968年                           | 助演女優賞                     | 『Ram Aur Shyam』    | ノミネート       | [ 26 ]           |
| 1971年                           | 主演女優賞                     | 『Khilona』          | 受賞             | [ 27 ]           |
| 1971年                           | 助演女優賞                     | 『Aadmi Aur Insaan』 | ノミネート       | [ 27 ]           |
| 1997年                           | 生涯功労賞                     | N/A                  | 受賞             | [ 27 ]           |
| 国際インド映画アカデミー賞       |                                |                      |                  |                  |
| 2008年                           | 生涯功労賞                     | N/A                  | 受賞             | [ 28 ]           |
| ベンガル映画ジャーナリスト協会賞 |                                |                      |                  |                  |
| 1969年                           | ヒンディー語映画部門助演女優賞 | 『Brahmachari』      | 受賞             | [ 29 ]           |